# Государственный историко-геологический музей Арцаха
Государственный историко-геологический (историко-краеведческий) музей Арцаха (арм. Արցախի պետական պատմաերկրագիտական թանգարան) — краеведческий музей, действовавший в 1939—2023 годах в городе Степанакерте (Ханкенди).

## История
В 1934 году было принято решение о создании в городе Степанакерт (ныне Ханкенди) Нагорно-Карабахской АО Азербайджанской ССР краеведческого музея. В 1938—1939 годах археолог Яков Гуммель проводил в Нагорном Карабахе раскопки, результаты которых были позднее помещены в музей.
В 1939 году музей был создан, изначально он располагался в комната в бывшем здании мэрии.
В середине 1950-х годов музей переехал в новое двухэтажное здание. Изначально музей занимал только первый этаж, с 1960-х годов — также и второй.
В 1997 году ковры из музея были показаны во Франции, в 2014 году — в Вене.
В 2010-х годах французско-армянский меценат Арутюн Торосян подарил музею коллекцию из 159 старинных армянских монет, в основном серебряных и медных, а также 10 банкнот Первой Республики Армении.
В 2023 году вследствие боевых действий Степанакерт (Ханкенди) перешёл под контроль Азербайджана, музей остался в городе.

## Описание
В 2010-х годах музей посещали 13—18 тысяч человек в год, в основном туристы из Армении. Вход в музей был бесплатным.
На первом этаже музея находится выставочный зал, где проходило несколько выставок в год. В музее представлена история Армении с древности, на втором этаже — история Нагорного Карабаха конца XIX — начала XX веков.
По состоянию на 2006 год в музее хранилось до 30 тысяч экспонатов, по состоянию на 2012 год — около 50 тысяч экспонатов. В музее отсутствовало фондохранилище.

## Директора
- Армен Саргсян (1995—1997)[8].